# Алёшина, Кристина Сергеевна
Кристина Сергеевна Алёшина (10 июля 1998 года, Щёлкино, Автономная Республика Крым, Украина) — российская футболистка, вратарь.

## Биография
В 6 лет переехала с родителями в Усть-Лабинск Краснодарского края, где в 11 лет начала заниматься в школе футбола «Виктория». Через три года стала выступать за «Кубаночку». В 17 лет подписала свой первый профессиональный контракт. Уже через два года покинула клуб. В 21 год поступила в КубГУ на факультет ФППК направление «детский психолог», там Кристину пригласили играть в женской мини-футбольной команде. В 2020 году вместе с командой выиграла финальный этап Всероссийских соревнований среди студентов по футболу сезона 2019/20 среди сильнейших женских команд.
2 июня 2021 года подписала контракт с ЖФК «Краснодар». Первый матч за основную команду провела 17 июля 2021 года против «Рязани-ВДВ». В конце 2024 года покинула «Краснодар».